# متلازمة الحيز المحجري
متلازمة الحيز المحجري (OCS) هي نتيجة الزيادة السريعة في الضغط داخل المحجر. قد تشمل الأعراض ضعف الرؤية وانتفاخ العين وازدواج الرؤية والألم. تكون العين صلبة بشكل نموذجي عند اللمس مع حدقة متوسعة غير متفاعلة. بدون العلاج يمكن أن تشمل المضاعفات العمى.
تشمل الأسباب الشائعة نسبيًا النزيف خلف المقلة بسبب الإصابة أو جراحة العين. تشمل الأسباب الأخرى العدوى والسرطان والحروق والهواء خلف العين. يعتمد التشخيص على الأعراض، على الرغم من أنه قد يكون مدعومًا بالتصوير الطبي في الحالات غير الواضحة.
يتم العلاج عن طريق بضع اللحاظ الجانبي. يجب إجراء ذلك بمجرد الاشتباه في التشخيص عند وجود مشاكل في الرؤية. في حين أنه من الأفضل عمومًا إجراء هذا بسرعة بعد ظهور الحالة، فقد تم الإبلاغ عن حالات استعادة البصر في الحالات المتأخرة.
متلازمة الحيز المحجري نادرة. تم تشخيصها لأول مرة في عام 1950 من قبل جوردون وماكراي.